# Afferentur regi (Bruckner)
Afferentur regi, WAB 1 ist eine Motette, die Anton Bruckner am 7. November 1861 nach dem Text des Offertoriums der Missa pro Virgine et Martyre komponierte.

## Geschichte
„Afferentur regi“ ist die zweite der beiden „großen Motetten“ in „einer fruchtbaren“, wenn auch kurzen Periode von Bruckners kompositorischer Karriere nach Sechters Unterricht. Die andere Motette ist das Ave Maria WAB 6. Afferentur regi wurde uraufgeführt im Stift St. Florian am Festtag der St. Lucia, dem 13. Dezember 1861.
Allein ein früher Entwurf für Chor wurde im Archiv des Stiftes Kremsmünster gefunden. Die Originalhandschrift ist nicht erhalten, aber im Archiv von St. Florian wurden mehrere Transkriptionen gefunden. Viele Jahre später, 1885, widmete Bruckner das Werk als „Offertorium als Graduale“ Johann Baptist Burgstaller, dem Chorleiter des Mariä-Empfängnis-Doms in Linz.
Das Werk wurde 1922 als Nachtrag zu Band 11–12 der Musica Divina, Wien herausgegeben. Das Werk ist in Band XXI/21 der Gesamtausgabe herausgegeben.

## Text

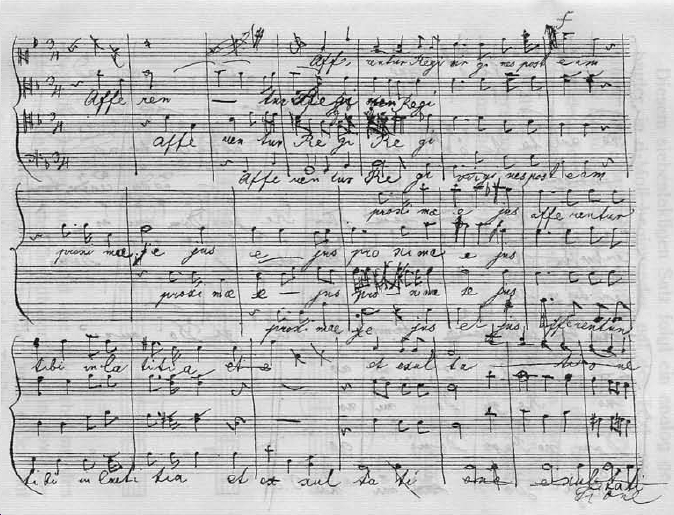
Entwurf von Afferentur regi, S. 1

Der Text leitet sich von Psalm 45, Verse 15–16 ab:
| Adducentur regi virgines post eam; proximae ejus afferentur tibi. Afferentur in laetitia et exsultatione; adducentur in templum regis. | Zu dem König führt man Jungfrauen als sein Gefolge. Ihre Nächsten führt man zu dir Mit Freude und Jubel In den Tempel des Königs, des Herrn. |

## Einstellung

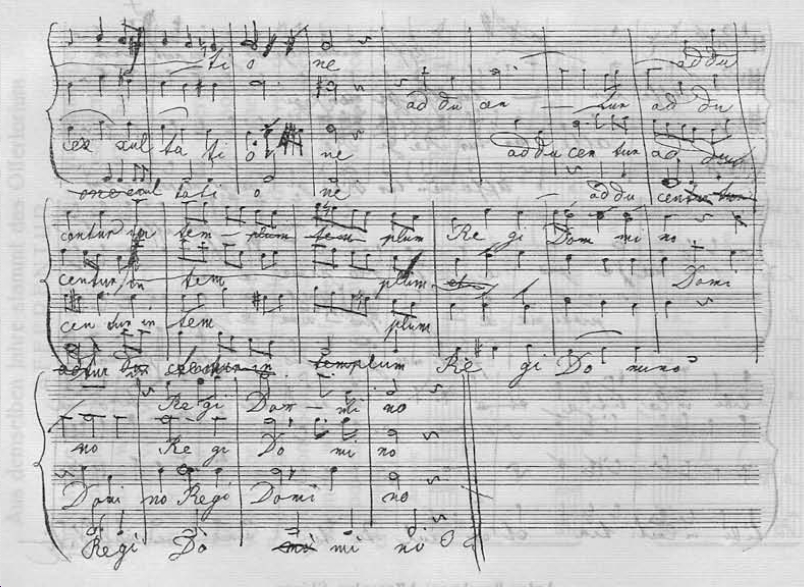
Entwurf von Afferentur regi, S. 2

Das 38 Takte besetzte Stück in F-Dur für gemischten Chor und drei Posaunen ad libitum ist ein polyphones Offertorium.

Das Stück ist in ternärer Form mit einem Eröffnungsmotiv, das aus einem bereits existierenden lateinischen Choral stammt.

Im ersten Teil (Takte 1–7) wird „Afferentur regi“ im Kanon von den Alt- und Tenorstimmen gesungen, und mit umgekehrtem Motiv von den Bass- und Sopranstimmen. Ein ähnliches Muster wiederholt sich in den Takten 8–15 auf proximae ejus.

Der Mittelteil (Takte 15–24), der mit „et exultatione“ vom Bass beginnt, ähnlich wie „usque in aeternum“ in den Takten 299–309 von Bruckners späterem Te Deum, ähnelt stilistisch dem Fauxbourdon, einer Technik, die vor allem in der Musik des Mittelalters und der Renaissance verwendet wird. Es folgt eine allgemeine Pause.

Der dritte Teil (Takte 25–38) über adducentur in templum beginnt als erster Teil und endet mit einem Orgelpunkt auf der Tonika.
Keith W. Kinder schlägt vor, dass die Verwendung des Kontrapunkts ein Spiegelbild von Bruckners Gefühl der Befreiung von dem „Verbot der freien Komposition“ sein könnte, das von seinem ehemaligen Kompositionslehrer Simon Sechter auferlegt wurde. Dermot Gault stellt fest, dass Bruckner in diesem Werk in der kontrapunktischen Schrift „seine Gelehrsamkeit leicht trägt“.
Bruckner zitiert aus der Afferentur regi im Satz Qui cum Patre et Filio, Teil des Credo der Messe in d-Moll.

## Diskografie (Auswahl)
Bruckners „Afferentur regi“ wurde erstmals 1965 von Giulio Bertola mit dem Coro Polifonico Italiano „a cappella“ aufgenommen (LP: Angelicum LPA 5989)
A selection of the about 30 recordings:
- Simon Halsey, CBSO Chorus|City of Birmingham Symphony Wind Ensemble and Chorus: Bruckner: Mass in E minor & Motets – Conifer CDCF 192, 1990
- Hans-Christoph Rademann, NDR Chor Hamburg: Anton Bruckner: Ave Maria – Carus 83.151, 2000
- Dan-Olof Stenlund, Malmö Kammerkor: Ausgewählte Werke. MKKCD 051, 2004
- Michael Stenov, Cantores Carmeli: Benefizkonzert Karmelitenkirche Linz – CD/DVD, herausgegeben vom Chor, 2006, und auf YouTube.[8]
- Duncan Ferguson, Choir of St. Mary's Cathedral of Edinburgh: Bruckner: Motets – CD: Delphian Records DCD34071, 2010
- Philipp Ahmann, MDR-Rundfunkchor Leipzig: Anton Bruckner & Michael Haydn - Motetten – SACD: Pentatone PTC 5186 868, 2021